# Johannes Gandil
Johannes Gandil (Ringe, 21 mei 1873 – Ordrup, 7 maart 1956) was een Deens atleet en voetballer, die speelde als aanvaller voor de Deense clubs Østerbros Boldklub, Kjøbenhavns Boldklub en Boldklubben 1893. Hij overleed op 82-jarige leeftijd. Als atleet nam hij namens Denemarken deel aan de Olympische Spelen van 1900 (Parijs).

## Atletiekcarrière
Als atleet kwam Gandil op de Spelen van 1900 in Parijs uit op de 100 m sprint, waarop hij als derde in zijn serie werd uitgeschakeld.

## Interlandcarrière in het voetbal
Gandil speelde één interland voor de Deense nationale voetbalploeg, waarmee hij in 1908 deelnam aan de Olympische Spelen in Londen. Daar won de selectie onder leiding van de Engelse bondscoach Charles Williams de zilveren medaille. In de finale, gespeeld op 24 oktober 1908 in het White City Stadium, bleek gastland Engeland met 2-0 te sterk. Gandil speelde alleen mee in Denemarkens eerste wedstrijd, de historische 17-1-overwinning op Frankrijk-A. Hij was, met zijn 35 jaar en 154 dagen, decennialang Denemarkens oudste debutant ooit, totdat hij op 25 april 2001 werd gepasseerd door doelman Peter Kjær (35 jaar en 171 dagen).